# Grossera
Grossera é um género botânico pertencente à família Euphorbiaceae.

## Espécies
Composto por onze espécies:
| - Grossera aurea - Grossera baldwinii - Grossera elongata - Grossera glomeratospicata - Grossera macrantha - Grossera major | - Grossera multinervis - Grossera paniculata - Grossera perrieri - Grossera quintasii - Grossera vignei |

## Nome e referências
Grossera Pax